# Homicide volontaire
Un homicide volontaire signifie causer la mort d'une personne de façon volontaire et cela est souvent synonyme de meurtre. Toutefois, les lois pénales de certains pays peuvent établir des exceptions.

## Droit canadien

### Exceptions à la règle

#### Homicides volontaires mais où la mens rea n'est pas celle de l'intention de causer la mort
Il peut y avoir des situations où un individu a la volonté dans son actus reus (absence d'automatisme ou de troubles mentaux) mais où, sur le plan de la mens rea, il ne veut pas causer la mort, puisqu'il peut avoir une mens rea de degré moindre que l'intention, comme la connaissance, l'insouciance, l'aveuglement volontaire ou la négligence. Dans ce cas, l'individu peut être accusé d'infractions moindres que le meurtre comme l'homicide involontaire coupable (art. 222 (5) C.cr.) ou la négligence criminelle causant la mort (art. 220 C.cr.) . Malgré le nom de l'infraction, l'infraction d'homicide involontaire coupable est néanmoins volontaire au sens absolu de la conscience de soi, de la maîtrise de ses actes et de la perception correcte de la réalité sur le plan psychique, mais ce n'est pas un meurtre car l'accusé n'avait pas l'intention spécifique de tuer la victime.

#### L'infanticide (homicide coupable mais distinct du meurtre)
En droit pénal canadien, tuer un enfant est défini comme un homicide à l'article 223 (2) du Code criminel (Canada). L'article 222 C.cr. le classifie dans la catégorie des homicides coupables au même titre que les meurtres et les homicides involontaires coupables.
Toutefois, l'article 233 du Code criminel définit l'infanticide comme étant autre chose qu'un meurtre, il survient lorsque la mère d'un enfant « par un acte ou une omission volontaire, elle cause la mort de son enfant nouveau-né, si au moment de l’acte ou de l’omission elle n’est pas complètement remise d’avoir donné naissance à l’enfant et si, de ce fait ou par suite de la lactation consécutive à la naissance de l’enfant, son esprit est alors déséquilibré ». Cette infraction ne s'applique évidemment pas aux personnes qui ne sont pas la mère, car il s'agit alors d'un meurtre. 
Cette disposition remonte au milieu du XXe siècle. Le souci du législateur de l'époque était d'éviter qu'un nombre important de femmes soient condamnées à mort pour les diverses raisons qui poussent les femmes à l'infanticide, comme les maladies psychiatriques par exemple.

#### Homicides volontaires mais non coupables
Le Code criminel canadien donne d'autres exemples où un homicide pourrait être avoir été commis volontairement mais qu'il ne s'agit pas d'homicide coupable et donc pas un meurtre. 
- L'homicide par influence sur l’esprit n'est pas un homicide coupable lorsqu'il cause la mort d'un être humain (art. 228 C.cr[7]). Mais cette règle ne s'applique pas à l'homicide par influence sur l'esprit d'un enfant ou d'une personne malade. (art. 222 (5) d) C.cr.)[8]
- Lorsqu'un médecin ou un infirmier donne l'aide médicale à mourir, il cause la mort de façon volontaire mais ce n'est pas un homicide coupable au sens de l'art. 227 C.cr. et donc pas un meurtre[9].

#### Morts qui paraissent a priori volontaires mais qui n'entrent pas dans la catégorie des homicides
- Causer la mort volontairement d'un être humain en obtenant sa peine de mort par de faux témoignages n'est pas un homicide, d'après l'art. 222 (6) C.cr[4].